# Oops (Linux)

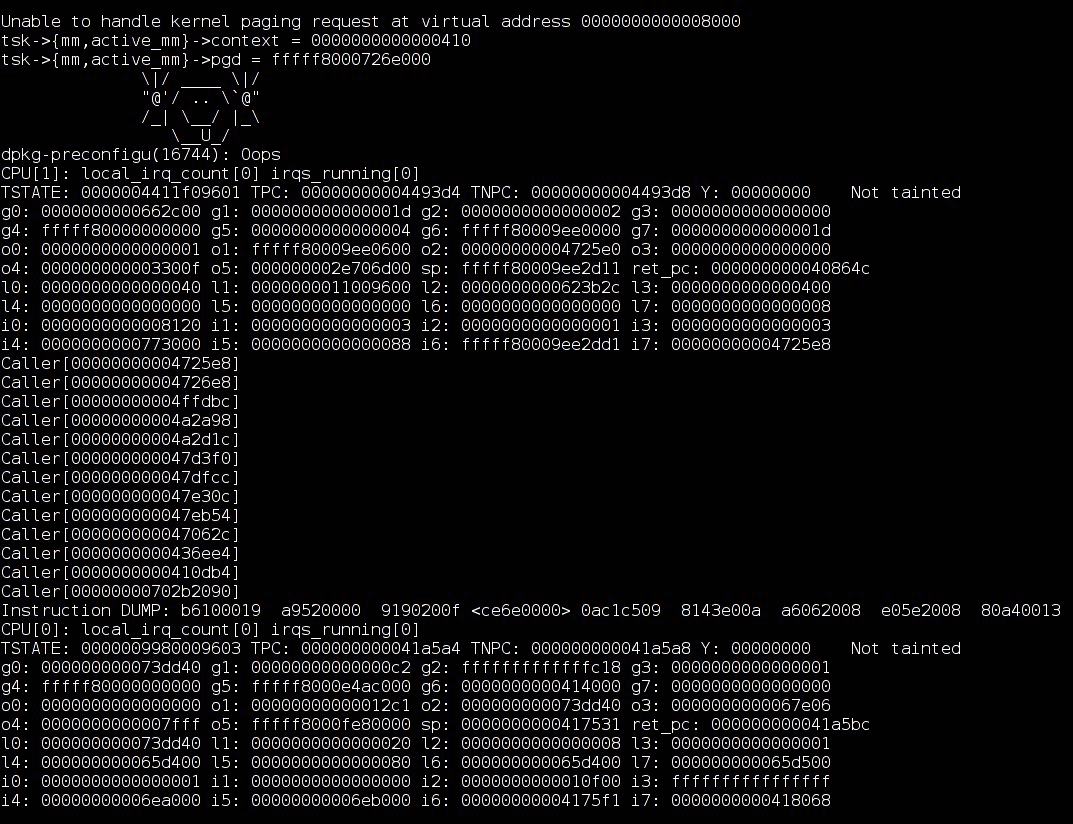
Chybové hlášení typu oops na Linuxu 2.4 na platformě SPARC

Oops je v oblasti počítačů označení pro typ vnitřních chyb jádra Linuxu. Jedná se o druhé nejzávažnější chyby. Zatímco nejzávažnější kritické chyby typu kernel panic vyžadují a vynucují víceméně okamžitý reboot počítače, chyba typu oops je pouze vážná a nemusí bránit dalšímu běhu systému. Bývá ovšem příznakem nějaké nekonzistence vnitřních jaderných struktur (tedy ohrožení spolehlivosti systému) a reboot počítače je tedy při jejím výskytu vhodné provést co nejdříve. Proces, který chybu způsobil, je zabit automaticky, a do logu jsou zaznamenána podrobná chybová hlášení, která mohou vývojářům usnadnit ladění. Pokud se jádro pokusí využít nějaké prostředky, které jsou nekonzistencí postiženy, může následně dojít i ke kernel panic.
Pro shromáždění oopsů z mnoha počítačů přes internet je možné použít software kerneloops, který k podzimu 2008 nasbíral během ročního provozu na web kerneloops.org přes sto tisíc oopsů.